# Luoyang
Luoyang (kineski: 洛阳 市, pinyin: Luòyáng) je grad na razini prefekture u Henanu, zapadnoj pokrajini Narodne Republike Kine. Luoyang je bio jednim od Četiri velike povijesne prijestolnice Kine. 
Ime „Luoyang” potječe od lokacije grada na sjevernoj ili sunčanoj (yang) strani rijeke Luo. Neka od starih imena grada su: Luoyi (洛邑) i Luozhou (洛州), te Dongdu (東都, „Istočna prijestolnica”) i Xijing (西京, „Zapadna prijestolnica”), ali i Jingluo (京洛, što znači „Opća prijestolnica”, tj. za cijelu Kinu). Za vrijeme vladavine carice Wu Zetian, grad je bio poznat kao Shendu („Božanska prijestolnica”). Bio je glavni grad Kine pod sljedećim dinastijama: Istočni Chou (771. pr. Kr. do 256 pr. Kr.), Istočni Han (25. – 220.), Cao Wei (220. – 265.), Zapadni Jin (265. – 316.) i Sjeverni Wei (494. – 534.).

## Zemljopisne odlike
Luoyang graniči s pokrajinskim središtem Zhengzhouom na istoku, Pingdingshanom na jugoistoku, Nanyangom na jugu, Sanmenxiaom na zapadu, Jiyuanom na sjeveru i Jiaozuom na sjeveroistoku.
Smješten na središnjoj kineskoj ravnici, jednom od kolijevki kineske civilizacije, na sjevernoj obali rijeke Luo (po kojoj je dobio ime), kod njezina ušća u Huang He, oko 110 km od pokrajinske prijestolnice Zhengzhou.

## Povijest
Područje Luoyanga je bilo gusto naseljeno već tijekom neolitika (prije oko 7000 godina). To su pokazali nalazi pronađeni tijekom radova za navodnjavanje pedesetih godina 20. stoljeća.
God. 2070. pr. Kr., Kralj Xia dinastije Tai Kang preselio je prijestolnicu na sjecište rijeka Luo i Yi i nazvao ga Zhenxun (鄩). Godine 1600. prije Krista, Tang od Shanga je porazio Jiea, posljednjeg kralja dinastije Xia, i izgradio je Zapadni Bo (亳), novi glavni grad na rijeci Luo. Ruševine zapadnog Boa nalaze se također u prefekturi Luoyang.
Grad Chengzhou (成周), na mjestu današnjeg Luoyanga, sagradio je car Zhougong (周公) u 11. stoljeću prije Krista. Prema predaji Konfucije je studirao u Luoyangu, a Laozi je također radio ovdje.
Oko 770. godine prije Krista Luoyang je postao glavni grad dinastije Chou. Godine 510. pr. Kr. uništen je u građanskom ratu, ali je obnovljen sljedeće godine po nalogu kralja. Najmanje sedam stoljeća Luoyang je bio središte Kine. 
Godine 25., Luoyang je postao glavni grad dinastije Han. God. 68. u Luoyangu je osnovan prvi budistički hram u Kini. Hram bijelog konja postoji i danas, ali uglavnom u arhitekturi iz 16. stoljeća. Grad je također imao veliku carsku školu u kojoj je učilo 30.000 studenata. Isto tako, papir je u Luoyangu izumio Cai Lun, a astronom Zhang Hen je također radio u Luoyangu. Nakon pada dinastije Han, Zuo Si je napisao pjesmu „Tri glavna grada”, koja je i danas poznata.
Godine 190. Luoyang je zapalio general Dong Zhuo tijekom unutarnjih borbi za moć kasne dinastije Han. Naposljetku je 311. god. grad su zarobio i opljačkao Xiongnu horda pod vodstvom Liu Conga, što je dovelo do preseljenja prijestolnice u Nanjing.
Godine 493. dinastija Sjeverni Wei preselila je svoj glavni grad iz Datonga u Luoyang. U isto vrijeme počeli su kopati Longmenske špilje, veliko budističko svetište. U to vrijeme Luoyang je postao jedno od najvažnijih trgovačkih središta u Aziji i navodno je imao populaciju od pola milijuna ljudi. No, do 534. Wei carevi su odustali od Luoyanga i prisilili stanovnike da se s njima presele u grad Ye, a Luoyang se raspao.
Dinastija Sui je opet izabrala Luoyang kao glavni grad za svoje carstvo. Grad je u kratko vrijeme obnovljen i tada je navodno imao najmanje 500.000 stanovnika. Izgradnjom Velikog kanala Luoyang je povezao Put svile s istočnom Kinom. Godine 1971. pronađena je žitnica koja bi mogla zaštititi 250.000 tona zrna od vlage i štetočina.
Dinastija Tang je preselila svoju prijestolnicu u Chang'an (danas Xi'an). Za vrijeme dinastije Tang, Luoyang je bio poznat kao Dongdu (都), tj. „Istočna prijestolnica”, i na svom vrhuncu je imao oko milijun stanovnika; te je bio drugi odmah nakon Chang'ana, koji je u to vrijeme bio najveći grad na svijetu. Jedina kineska carica, Wu Zetian, je preselila svoj dvor u Luoyang i nazvala ga Shen Du („Božanska prijestolnica”). Izgradila je najvišu palaču u kineskoj povijesti, koja je sada na mjestu Sui Tang Luoyang. Od tada je Luoyang započeo opadati do razine običnog kineskog grada, što je nastavljeno propašću dinastije T'ang.
Za vrijeme kratkotrajnih Pet dinastija, dinastija Kasniji Liang je 907. god. načinila Luoyang svojom prijestolnicom (samo do 913. god. kada se dvor preselio u Kaifeng), kao i dinastija Kasniji Tang (923. – 937.). Za vrijeme dinastije Sjeverni Song, Luoyang je bio Xijing („Zapadna prijestolnica”) i rodno mjesto Zhao Kuangyina, utemeljitelja dinastije Song. Služio je kao istaknuto kulturno središte u kojem su djelovali neki od najvažnijih filozofa.
Za vrijeme džurdžijske dinastije Jin (1115. – 1234.), Luoyang je bio „srednja prijestolnica”.
Od mongolske dinastije Yuan, Luoyang više nije bio glavni grad Kine, a stanovništvo je svedeno na prosječnu županiju. Međutim, posljednji put grad Luoyang je bio glavni grad Republike Kine na kratko vrijeme tijekom japanske invazije. Do 1949. godine Luoyang je imao samo 75.000 stanovnika.
Nakon uspostave Narodne Republike Kine, Luoyang je oživljen kao glavno središte teške industrije. U „kineskom prvom petogodišnjem planu”, 7 od 156 velikih industrijskih programa potpomognutih od strane Sovjetskog saveza pokrenuto je u okrugu Jianxi u Luoyangu, uključujući tvornicu traktora Dongfanghong, tvornicu rudarskih strojeva Luoyang i tvornicu ležajeva Luoyang. Industrijski razvoj značajno je pomaknuo Luoyangovu demografsku strukturu, a otprilike polovica stanovništva Luoyanga su novi imigranti, koji su nakon 1949. godine došli izvan pokrajine, ili njihovi potomci.

## Znamenitosti
Grad je poznat po brojnim kulturno-povijesnim spomenicima kao što je prvi budistički hram u Kini, Baima Shi („hram bijelog konja“) kojega je ovde 68. godine podigao car Mingdi (dinastija Han), te hram Guanlin kojega je dinastija Sui podigla u čast Guan Yu, heroja iz razdoblja Tri kraljevstva.
No, najpoznatije su Longmen špilje (龍門石窟 Lóngmén shíkū, što znači „Špilje zmajevih vrata”), koje se nalaze 12 kilometara južno od Luoyanga, a sadrže 2800 natpisa, 43 pagode i preko 100.000 budističkih reljefa i slika. To je sustav od stotinjak tisuća figura Buda i njegovih učenika, isklesanih u 1.400 dubokih niša i špilja litica planina Xiang i Longmen. Ovo područje je nekada bilo poznato kao Yique („Vrata rijeke Yi”) jer rijeka prolazi između isklesanih stijena dvaju planina, i to mjesto podsjeća na tradicionalne kineske tornjeve koji su uokviravali gradska vrata. 
U gradskoj općini se nalazi još spomenika svjetske baštine, kao što su dijelovi Velikog kanala i Puta svile (Han Wei Luoyang, vrata Dingding dinastije Sui, Luoyang dinastije Tang i Xin'anski Hangu Guan).
Luoyang muzej (osn. 1958.), muzej drevnih grobnica u Luoyangu, posjeduje više od 1.700 relikvija iz razdoblja dinastija Xia, Shang i Chou. Otvoren je za javnost 1987. i nalazi se sjeverno od modernog grada.
Gaocheng zvjezdarnica (također poznata i kao „Dengfeng opservatorij” ili „Toranj Chou Kong”) stoji 80 km jugoistočno od grada. Građena je 1276. za vrijeme dinastije Yuan za „mjerenje sunčeve sjene”. Prije isusovačkih misija u Kini, služio je za uspostavu ljetnih i zimskih solsticija, važnih u tradicionalnoj kineskoj astronomiji.

## Uprava
Grad-prefektura Luoyang je sastavljen od pet urbanih gradskih okruga (distrikta), jednog dodatnog okruga, 1 grada-okruga i 9 seoskih okruga:
| Zemljovid |
| --- |
| 1 2 3 4 5 Luolong Mengjin Xin'an Luanchuan Song Ruyang Yiyang Luoning Yichuan Yanshi 1. Laocheng 2. Xigong 3. Chanhe Hui 4. Jianxi 5. Jili |

## Stanovništvo
Prema popisu iz 2010., Changsha je imao 6.549.941 stanovnika, što ga čini šestim po veličini gradom u Henanu i čini 7,11% stanovništva pokrajine.
| 1990.   | 2000.     | 2009.     | 2010.     | 2015. (proc.) |
| ------- | --------- | --------- | --------- | ------------- |
| 729.509 | 1.354.719 | 1.388.418 | 1.857.003 | 2.155.700     |

## Gospodarstvo
Luoyang je danas centar poljoprivredne regije, prilagođene lokalnim uvjetima, regionaliziranom i opsežnom razvoju, s uzgojem žitarica, šumskog voća, kineskih biljnih lijekova, duhana, cvijeća i sadnica, a također su se razvile stočarstvo i mliječna industrija. 
Luoyang također ima razvijenu prehrambenu i strojarsku industriju, ali i elektronsku, petrokemijsku, metaluršku, te proizvodi i građevinski materijal, tekstil, traktore (Dongfanghong) i staklo.
Ukupna gospodarska proizvodnja zauzima drugo mjesto u provinciji Henan, odmah iza glavnog grada provincije, Zhengzhoua.

## Gradovi partneri
| - Alcalá de Henares Španjolska (2010.) - Buyeo Južna Koreja (1996.) - Kashihara Japan (2006.) - La Crosse SAD (1997.) - Leskovac Srbija | - Okayama Japan (1981.) - Plovdiv Bugarska (1994.) - Sukagawa Japan (1993.) - Toljati Rusija (2000.) - Tours Francuska (1981.) |

## Vanjske poveznice
- Vladine stranice o Luoyangu  Arhivirana inačica izvorne stranice od 14. srpnja 2019. (Wayback Machine) (kin.)
- 洛阳信息港  Arhivirana inačica izvorne stranice od 12. veljače 2010. (Wayback Machine) (kin.)
- Longmen Grottoes 龙门石窟  Arhivirana inačica izvorne stranice od 8. studenoga 2016. (Wayback Machine) (kin.) i (engl.)